# Diamantbergwerk Venetia
Das Diamantbergwerk Venetia, englisch Venetia diamond mine, ist eines der letzten in Südafrika in Betrieb genommenen Bergwerke für den Diamantabbau und zugleich mit einer Jahresproduktion von ungefähr 4 Millionen Karat (800 Kilogramm; entspricht 40 % der südafrikanischen Jahresförderung) das produktivste des Landes.

## Geographie

### Lage
Das Diamantbergwerk Venetia liegt 80 Kilometer westlich von Musina in der Provinz Limpopo. In unmittelbarer Nachbarschaft befindet sich das geplante Diamantbergwerk Krone-Endora.

### Geologie
Die Venetia-Gruppe besteht aus elf Kimberlit-Schloten und einem Kimberlit-Gang mit einer Ausdehnung von etwa 3 km². Da die Schlote durch Mehrfachintrusionen entstanden, bestehen sie aus verschiedenen Kimberlitarten. Die Gesamtoberfläche des Kimberlitvorkommens beträgt 28 Hektar.

## Geschichte
Der erste diamanthaltige Kies wurde bereits im Jahre 1903 etwa 35 km nordöstlich des heutigen Bergwerks in der Nähe des Limpopo-Flusses gefunden. 1969 begann De Beers nach dem Ursprung des Kieses zu forschen. 1980 wurden die für den Abbau lohnenden Schlote entdeckt, die Ausrichtung des Tagebaus begann 1990, die Förderung 1992. 1993 wurde die volle Förderung erreicht.

## Betrieb
Zurzeit werden die Lagerstätten K1 und K2, die oberen Partien, im Tagebau abgebaut. Der Betrieb des Tagebaus ist bis 2021 geplant, ab 2021 wird zum Tiefbau übergegangen. Der Tiefbau soll 2024 eine Jahresförderung von 5,9 Millionen Tonnen erreichen und ungefähr bis 2043 in Betrieb sein. Die Gesamtproduktion ist mit 94 Millionen Karat (18,8 Tonnen) Diamanten geplant, wofür eine Rohförderung von 130 Millionen Tonnen erbracht werden muss. Der Spatenstich für das Projekt erfolgte 2013 im Beisein des Staatspräsidenten Jacob Zuma. Der Generaldirektor des Bergwerks ist Johnny Velloza.
Die Erschließung des Tiefbaus erfolgt durch eine Wendel mit 900 m Teufe und zwei Schächte mit über 1000 m Teufe. Die Sohlenförderung wird gleislos mit automatischen, fahrerlosen Muldenkippern ausgeführt werden.
Das Bergwerk wird von De Beers Consolidated Mines (DBCM) betrieben. Die Ausrichtung des Tagebaus kostete umgerechnet 400 Millionen US-Dollar, die Ausrichtung des Tiefbaus 2 Milliarden US-Dollar, wobei ein Teil der Arbeiten für 180 Millionen US-Dollar an Murray & Roberts vergeben wurde, welche die Schächte und die Wendel abteufen wird, sowie die Sohlen, die Bewetterung und die Wasserhaltung ausrichten wird.
Zurzeit beschäftigt das Bergwerk 3000 Mitarbeiter, wovon der größte Teil aus der lokalen Provinz stammt. Die Ausrichtung und der Betrieb des Tiefbaus beschäftigen ungefähr 1500 Personen, weitere 5100 wird die dazugehörenden Wertschöpfungskette beschäftigen. Der Betrieb soll zwischen 2012 und 2043 jährlich 19,9 Milliarden US-Dollar Einnahmen für die südafrikanische Wirtschaft generieren, wovon 7,8 Milliarden direkt anfallen werden.

## Soziales Engagement
Als soziales Engagement und um lokale Arbeitsplätze zu schaffen, will DBCM in Musina die seit längerer Zeit stillgelegte Aquakultur zur Erzeugung von Spirulina wieder in Betrieb nehmen.